# Saba Kom
Saba Kom (per. باشگاه فوتبال صبای قم) – irański klub piłkarski z siedzibą w mieście Kom. W sezonie 2018/2019 występuje w League 2.
Klub został założony w 1974 roku jako Mohemmat Sazi Artesh. W 2005 drużyna zdobyła Puchar Hazfi, dzięki czemu mogła startować w rozgrywkach Azjatyckiej Lidze Mistrzów. W 2008 zespół zmienił swoją siedzibę z Teheranu na miasto Kom.

## Sukcesy

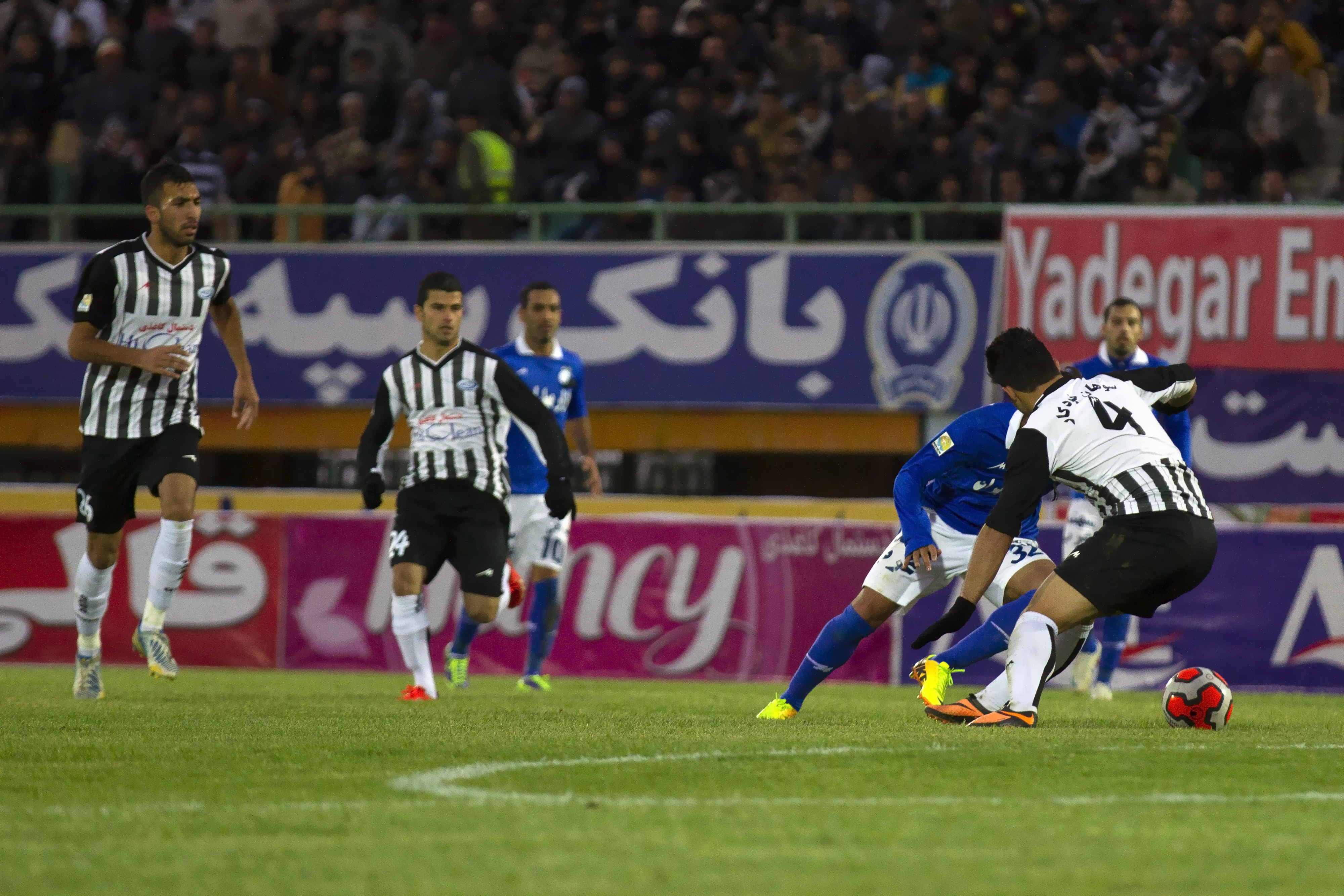

- Hazfi Cup
  - zwycięstwo (1): 2005
  - finał (1): 2007
- Superpuchar Iranu
  - zwycięstwo (1): 2005
- Azadegan League
  - mistrzostwo (1): 2003/2004

## Azjatyckie puchary
Legenda do wszystkich tabel:
- Q – runda eliminacyjna, 1/16, 1/8, 1/4, 1/2 – odpowiednia faza rozgrywek, Grupa – runda grupowa, 1r gr – pierwsza runda grupowa, 2r gr – druga runda grupowa, F – finał, R – runda, PO – play-off
- k. – rzuty karne, los. – losowanie, Dogr. – dogrywka, w. – zasada bramek strzelonych na wyjeździe

| Sezon | Rozgrywki     | Runda | Klub              | Dom         | Wyjazd | Ogólnie    |
| ----- | ------------- | ----- | ----------------- | ----------- | ------ | ---------- |
| 2006  | Liga Mistrzów | Gr. C | Al-Gharafa        | 4-1         | 2-0    | 2. miejsce |
| 2006  | Liga Mistrzów | Gr. C | Al Karama         | 1-2         | 0-1    |            |
| 2006  | Liga Mistrzów | Gr. C | Al-Wahda          | 2-2         | 4-2    |            |
| 2009  | Liga Mistrzów | Gr. A | Al-Hilal          | 0-1         | 1-1    | 3. miejsce |
| 2009  | Liga Mistrzów | Gr. A | Paxtakor Taszkent | 0-2         | 1-2    |            |
| 2009  | Liga Mistrzów | Gr. A | Al-Ahli Dubaj     | 0-0         | 5-3    |            |
| 2013  | Liga Mistrzów | PO    | Ash-Shabab Dubaj  | 1-1, k: 3–5 |        |            |